# 瓦納默伊薩湖

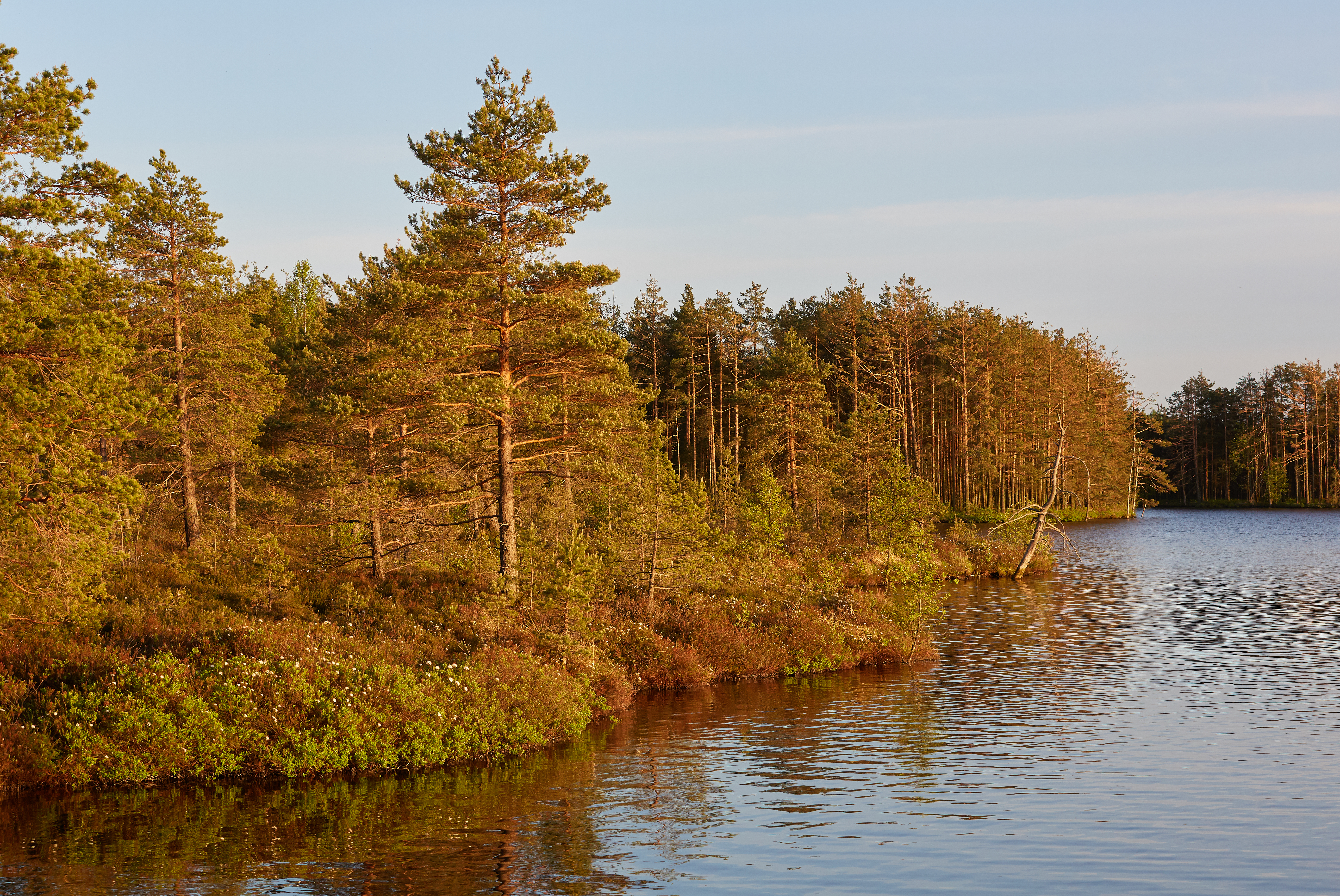

瓦納默伊薩湖是愛沙尼亞的湖泊，由派爾努縣負責管轄，長0.81公里、寬0.45公里，面積0.18平方公里，海拔高度53.7米，平均水深2.4米，最大水深3.1米。
58°0.5′N 24°42.5′E / 58.0083°N 24.7083°E